# Martin Kriele
Martin Kriele (* 19. Januar 1931 in Opladen; † 19. Oktober 2020) war ein deutscher Staatsrechtslehrer und Politiker (SPD, später CDU). Er gehörte zum Philosophenkreis der Ritter-Schule.

## Leben
Martin Kriele war ein Sohn des Verwaltungsjuristen, Ministerialbeamten und Landrats Rudolf Kriele. Nach dem Abitur studierte er Rechtswissenschaften und Philosophie in Freiburg im Breisgau, Münster und Bonn. Nach dem Rechtsreferendariat erwarb Kriele an der Yale University Law School den akademischen Grad eines Master of Laws (LL. M.). Nach dem Assessorexamen arbeitete Kriele als Rechtsanwalt und als wissenschaftlicher Assistent bei Hans J. Wolff in Münster. Im Anschluss an die Promotion 1962 mit einer Dissertation zu den Kriterien der Gerechtigkeit erfolgte dort im Jahr 1966 die Habilitation mit einer Schrift über die Theorie der Rechtsgewinnung. Kriele war von 1967 bis 1996 Ordinarius für Allgemeine Staatslehre und Öffentliches Recht an der Universität zu Köln.
Kriele war Mitbegründer und -herausgeber der Zeitschrift für Rechtspolitik (ZRP). Vor der Vereinigung der Deutschen Staatsrechtslehrer berichtete er auf der Tagung 1970 in Speyer über das Thema Das demokratische Prinzip im Grundgesetz.
Kriele engagierte sich lange Zeit in der SPD und unterstützte die Entspannungspolitik von Willy Brandt. 1973 vertrat Kriele die Bundesregierung im Streit um die Ostverträge vor dem Bundesverfassungsgericht. Von 1976 bis 1988 war er auf Vorschlag der SPD Richter am Verfassungsgerichtshof für das Land Nordrhein-Westfalen. 1988 bekam er das Große Bundesverdienstkreuz verliehen. 1996 wurde Kriele emeritiert. Zu seinen Schülern zählen Görg Haverkate, Burkhardt Ziemske, Heinrich Wilms und Georg Jochum.
Unter dem Eindruck der Werke des Anthroposophen Rudolf Steiner und insbesondere dessen Schülers Valentin Tomberg konvertierte Kriele von der evangelischen zur katholischen Kirche. Er war an den „Engelbüchern“ beteiligt, die seine Frau Alexa Kriele vorgelegt hat. Wegen seiner öffentlichen Stellungnahmen zu Themen des Glaubens und der Esoterik und für den Verein zur Förderung der Psychologischen Menschenkenntnis wurde er mehrfach kritisiert.
Wegen seines Aufrufs zur Unterstützung der Contras in Nicaragua drohte ihm 1985 der Ausschluss aus der SPD, er kam dem Verfahren durch einen Austritt zuvor. Ende der 1980er Jahre engagierte er sich für die CDU und war vor der Landtagswahl in Nordrhein-Westfalen 1990 Mitglied des Schattenkabinetts von Norbert Blüm, nahm nach der für die CDU verlorenen Wahl sein Landtagsmandat aber nicht an, sondern entschied sich zur Fortsetzung seiner wissenschaftlichen Laufbahn.
Kriele hatte sechs Kinder, zwei aus erster Ehe mit Christel, vier aus zweiter Ehe mit Alexa. Alexa Kriele wurde einer breiteren Öffentlichkeit als Medium bzw. als „Engelarbeiterin“ bekannt.

## Schriften
- Kriterien der Gerechtigkeit. Zum Problem des rechtsphilosophischen und politischen Relativismus. Duncker & Humblot, Berlin 1963 (zugleich: Diss. iur. Münster 1962).
- Theorie der Rechtsgewinnung, entwickelt am Problem der Verfassungsinterpretation. Duncker & Humblot, Berlin 1967; 2. erg. Auflage ebd. 1976, ISBN 3-428-03735-9 (zugleich: Habilitationsschrift).
- Die Herausforderung des Verfassungsstaates. Hobbes und englische Juristen. Luchterhand, Neuwied 1970.
- Einführung in die Staatslehre. Die geschichtlichen Legitimitätsgrundlagen des demokratischen Verfassungsstaates. Rowohlt, Reinbek 1975; 6., überarb. Auflage: Kohlhammer, Stuttgart 2003, ISBN 3-17-018163-7.
- Legitimitätsprobleme der Bundesrepublik. Beck, München 1977, ISBN 3-406-06768-9.
- Die Menschenrechte zwischen Ost und West. Wissenschaft und Politik, Köln 1977, ISBN 3-8046-8544-7.
- Recht und praktische Vernunft. Vandenhoeck & Ruprecht, Göttingen 1979, ISBN 3-525-33435-4.
- Befreiung und politische Aufklärung. Plädoyer für die Würde des Menschen. Herder, Freiburg im Breisgau 1980; 2. erw. Auflage ebd. 1986, ISBN 3-451-20827-X.
- Nicaragua. Das blutende Herz Amerikas. Ein Bericht. Piper, München 1985; 4. Auflage ebd. 1986, ISBN 3-492-10554-8.
- Die demokratische Weltrevolution. Warum sich die Freiheit durchsetzen wird. Piper, München 1987, ISBN 3-492-10486-X.
- Recht – Vernunft – Wirklichkeit. Duncker & Humblot, Berlin 1990, ISBN 3-428-06961-7 (Aufsatzsammlung).
- Die nicht-therapeutische Abtreibung vor dem Grundgesetz. Duncker & Humblot, Berlin 1992, ISBN 3-428-07659-1.
- Anthroposophie und Kirche. Erfahrungen eines Grenzgängers. Herder, Freiburg im Breisgau 1996, ISBN 3-451-23967-1 (Autobiografie).
- Die demokratische Weltrevolution und andere Beiträge. Duncker & Humblot, Berlin 1997, ISBN 3-428-08922-7 (Aufsatzsammlung).
- Grundprobleme der Rechtsphilosophie. LIT, Münster 2003, ISBN 3-8258-6398-0.
- Glaube und die Vernunft. Kann ein vernünftiger Mensch ungläubig sein? Christiana, Stein am Rhein 2008, ISBN 978-3-7171-1143-6.